# Jüdischer Friedhof Harburg (Schwaben)

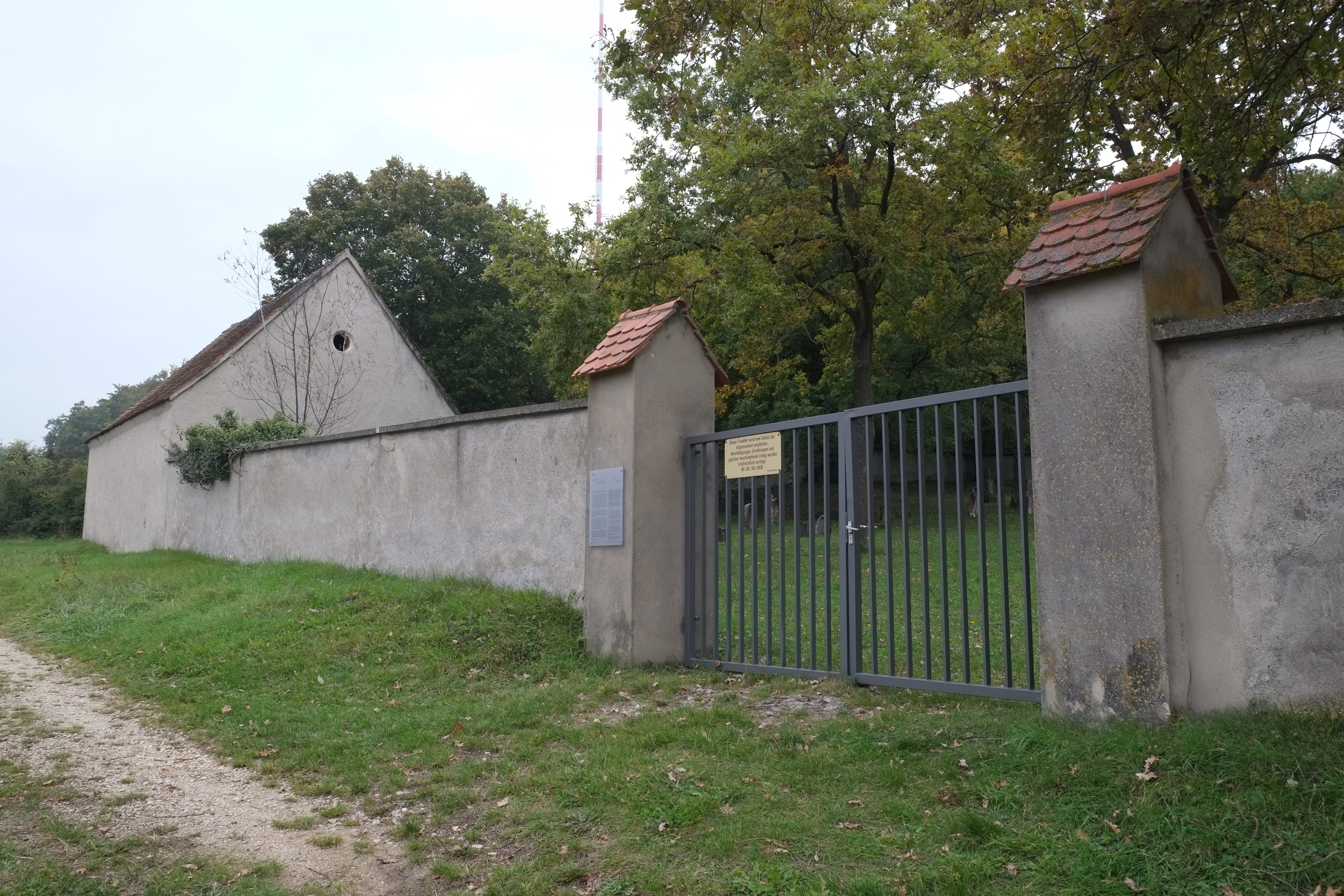
Eingang des Friedhofs und Taharahaus

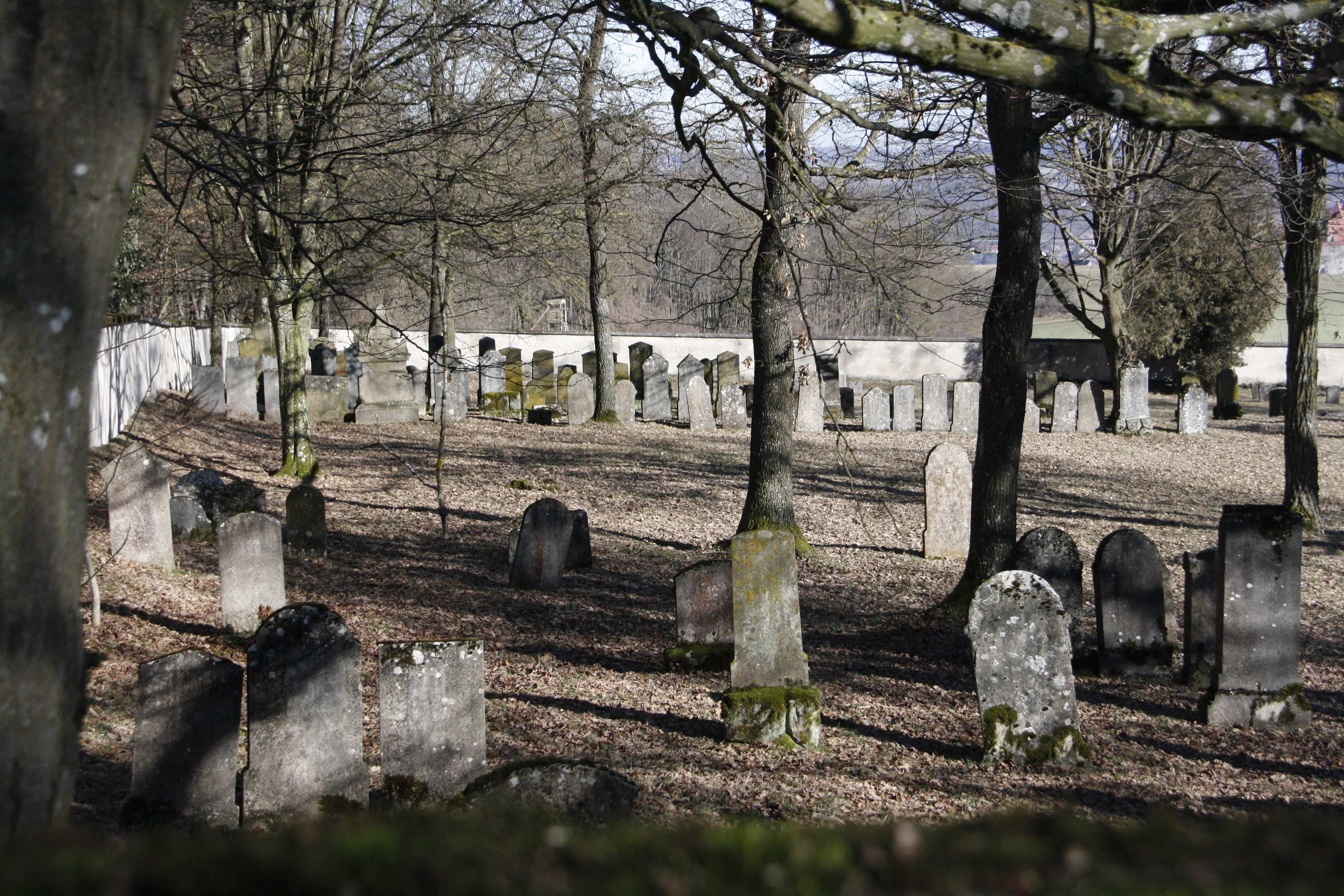
Grabsteine

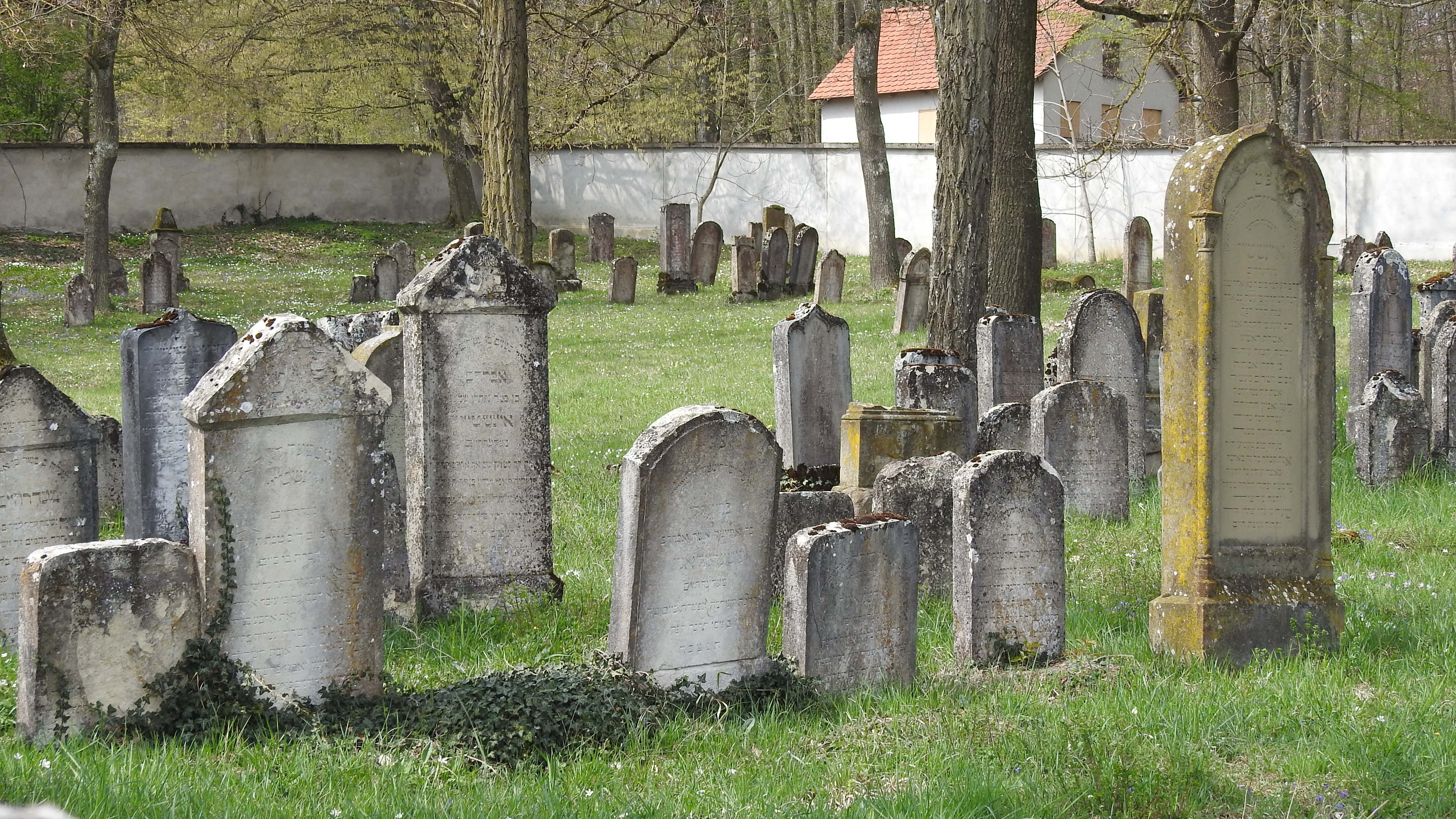
Grabsteine

Der Jüdische Friedhof in Harburg, einer Stadt im schwäbischen Landkreis Donau-Ries, wurde im 17. Jahrhundert errichtet. Der Friedhof ist ein geschütztes Baudenkmal.

## Lage
Der jüdische Friedhof befindet sich oberhalb von Harburg: Man fährt zuerst Richtung Burg bis zum Ortsende, dann nach Westen Richtung Schaffhausen, auf der Anhöhe führt ein Feldweg nach rechts zum Hühnerberg, wo am Waldrand sich der Friedhof befindet.

## Geschichte
Die erste Erwähnung des jüdischen Friedhofs in Harburg erfolgte am 10. März 1671, als der Oettingische Landesherr Albrecht Ernst I. zu Oettingen-Oettingen versprach, einen halben Morgen Ackerland am Hühnerberg zur Nutzung als jüdische Begräbnisstätte zu verkaufen. Auf diesem Friedhof wurden auch die Juden aus Mönchsdeggingen, die 1832/33 ihren eigenen Friedhof anlegten, und Ederheim beigesetzt. Im Jahr 1745 wurde der Friedhof mit einer Mauer umgeben und 1833 erweitert. Die letzte Beisetzung fand im Jahr 1938 statt.
Auf dem 4390 m² großen Friedhof sind heute noch 269 Grabsteine (Mazewot), teilweise in sehr beschädigtem Zustand, erhalten.

## Zeit des Nationalsozialismus
Im April 1937 wurden auf dem Friedhof 33 Grabsteine umgeworfen und zerschlagen. Bis 1945 kam es zu weiteren Zerstörungen und ein Teil der Grabsteine wurde abgeräumt.

## Taharahaus

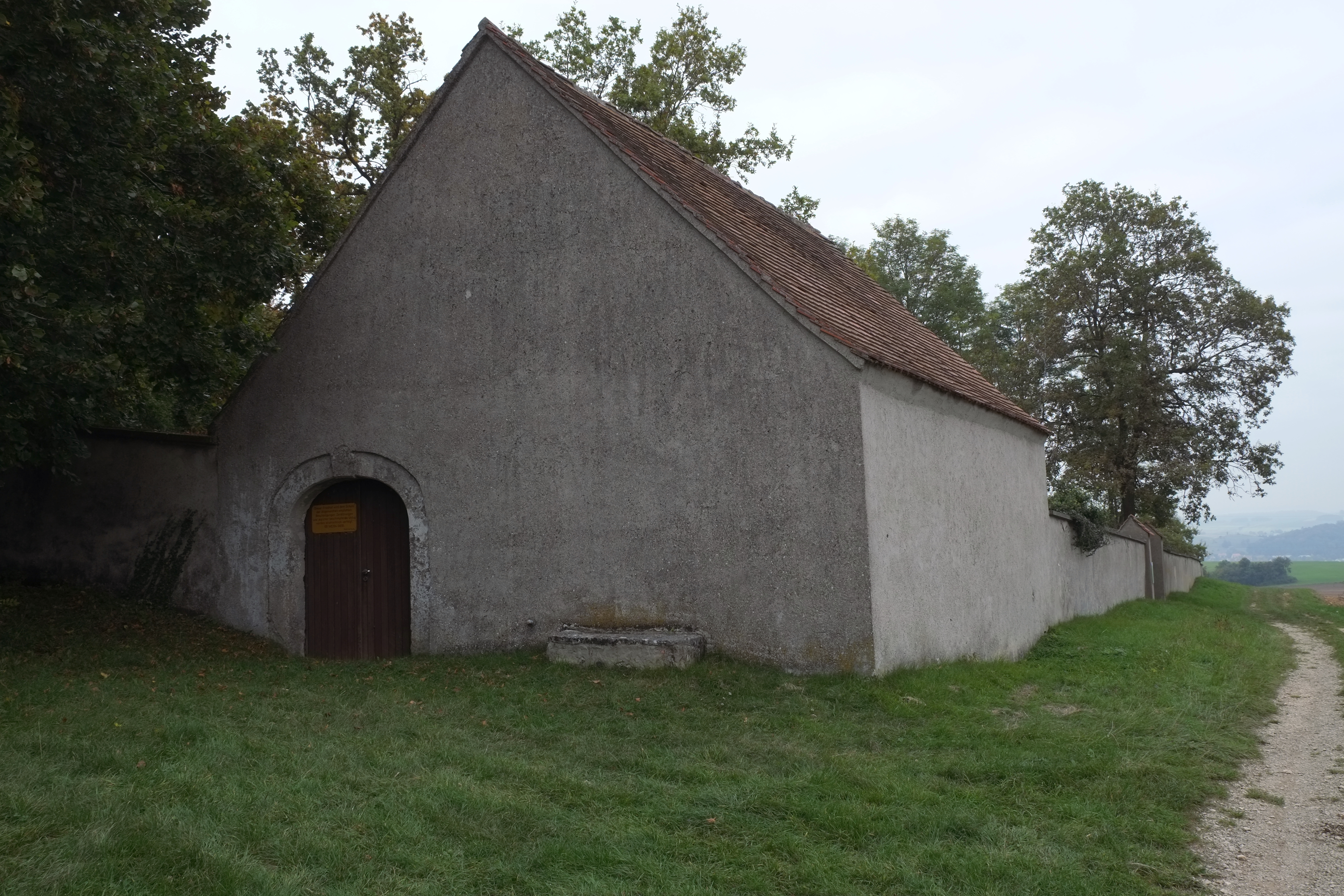
Taharahaus

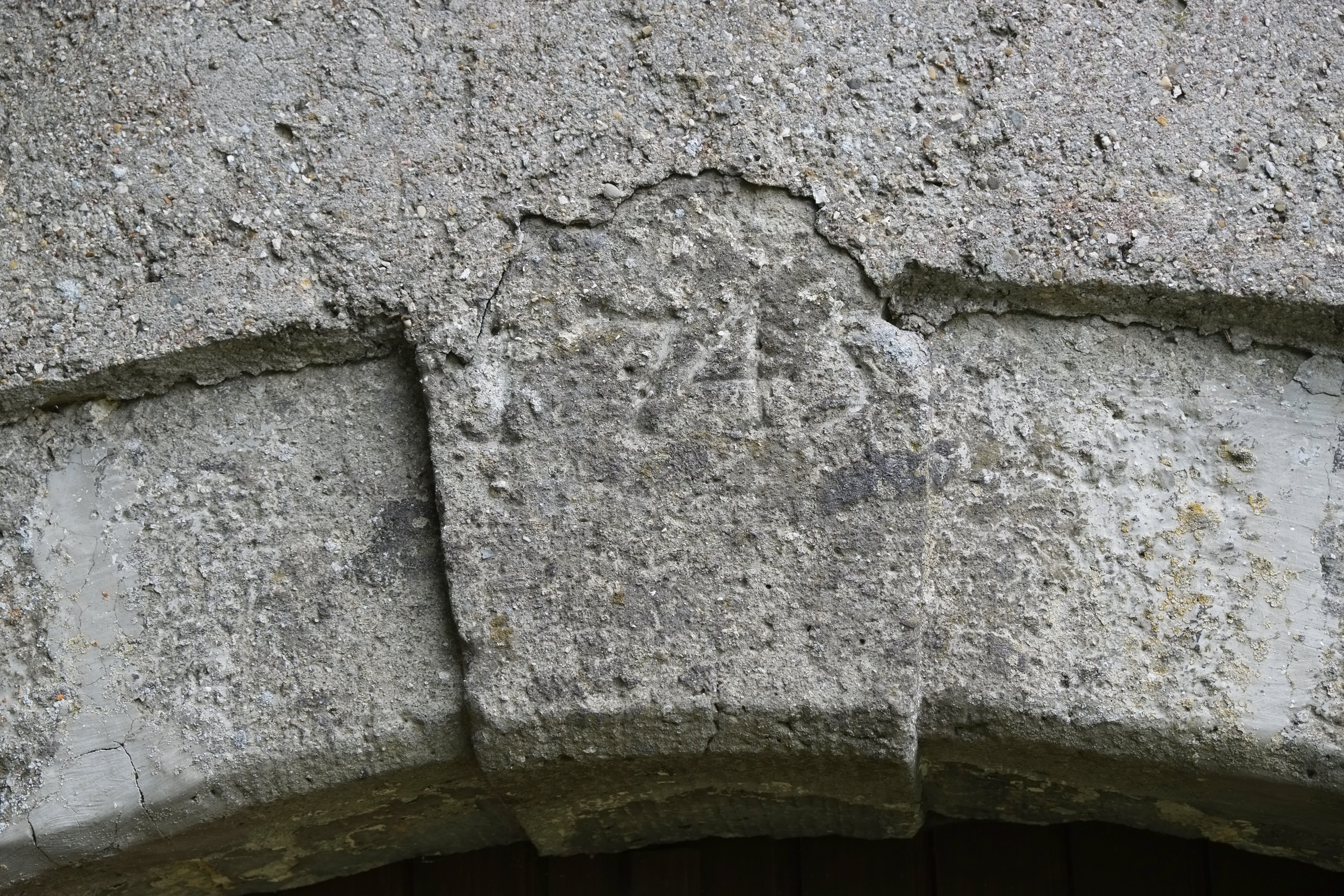
Schlussstein mit der Jahreszahl 174?

Das Taharahaus steht in der Nähe des Eingangs, an der Südwestecke des Friedhofs. Es wurde in den 1740er Jahren errichtet, wie die Jahreszahl auf dem Schlussstein des rundbogigen Portals es bezeichnet. Vom Taharahaus gibt es einen Zugang zum Friedhof.